# 해주시 (대한민국)
해주시(海州市)는 대한민국 황해도에 있는 대한민국의 시이다. 이북5도위원회가 관리하는 명목상의 행정 구역이다. 황해도 남부에 위치한 도시로, 황해도의 도청 소재지이다. 벽성군에 둘러싸여 있다. 면적은 74.47km2이며, 21개 법정동으로 이루어져 있으며, 이북5도위원회에서는 명예동장 12명을 임명하고 있다. 시청 소재지는 중동이다.

## 행정 구역
| 명예동장       | 법정동·리                     |
| -------------- | ----------------------------- |
| 광옥동(廣玉洞) | 광석동(廣石洞)·옥계동(玉溪洞) |
| 남양동(南養洞) | 남천동(南川洞)·양사동(養士洞) |
| 동양동(東陽洞) | 동양리(東陽里)                |
| 사연동(四烟洞) | 사미동(四美洞)·연하동(烟霞洞) |
| 석계동(石溪洞) | 석계리(石溪里)                |
| 선읍동(仙挹洞) | 선산리(仙山里)·읍청리(挹淸里) |
| 용동동(龍東洞) | 동애리(東艾里)·용당리(龍塘里) |
| 율왕동(栗王洞) | 왕신리(王神里)·율동리(栗洞里) |
| 장구동(長九洞) | 구제동(九濟洞)·장춘동(長春洞) |
| 청풍동(淸風洞) | 청풍동(淸風洞)                |
| 태부동(泰芙洞) | 부용동(芙蓉洞)·태봉동(泰峯洞) |
| 해백동(海白洞) | 백림동(白林洞)·해운동(海雲洞) |

## 광복 직후 행정 구역
광복 당시에 존재했던 21개 동리의 명칭은 다음과 같다.
| - 중동(中洞) - 상동(上洞) - 북본동(北本洞) - 남본동(南本洞) | - 북욱동(北旭洞) - 남욱동(南旭洞) - 동영동(東榮洞) - 서영동(西榮洞) | - 북행동(北幸洞) - 남행동(南幸洞) - 광석동(廣石洞) - 청풍동(淸風洞) | - 연하동(烟霞洞) - 왕신리(王神里) - 석계리(石溪里) - 동애리(東艾里) | - 용당리(龍塘里) - 선산리(仙山里) - 읍청리(挹淸里) - 동양리(東陽里) | - 율동리(栗洞里) |

## 참고 문헌
- “황해도 시군 소개”. 이북5도위원회.
- “황해도 기구 및 정원”. 이북5도위원회.

## 같이 보기
- 해주시